# شمشیر برزرک: خشم گاتس
شمشیر برزرک: خشم گاتس، منتشر شده در ژاپن تحت عنوان برزرک آرک میلینیوم فالکون: فصل گل‌های فراموشی (ژاپنی: ベルセルク 千年帝国の鷹篇 喪失花の章 هپبورن: Beruseruku Sennen Teikoku No Taka Hen Wasurebana no Shō) یک بازی ویدئویی به سبک اکشن و هک اند اسلش است که توسط شرکت ژاپنی یوکس برای کنسول دریم‌کست ساخته و منتشر شده‌است. این بازی با الهام از مجموعه مانگای برزرک به قلم کنتارو میورا ساخته شده‌است و داستان آن بین جلدهای ۲۲ و ۲۳ مانگا اتفاق می‌افتد، درست پس از اینکه گاتس و پاک همراه با کاسکا عازم سرزمین الف‌هایم شدند (فصل ۱۸۲)، اما قبل از اینکه فارنسه، ایشیدرو و سرپیکو به آن‌ها ملحق شوند (فصل ۱۹۰). موسیقی بازی اثر سوسومو هیراساوا است، کسی که کار ساخت موسیقی مجموعه انیمه را نیز به عهده داشته است.
شمشیر برزرک: خشم گاتس که تقریباً همزمان با شنمو منتشر شده‌بود، به دلیل استفاده زودهنگام از رویداد فوری مورد توجه قرار گرفت.